# راسيل ريتشاردسون
راسيل ريتشاردسون (بالإنجليزية: Russell Richardson)‏ هو لاعب دوري الرغبي أسترالي، ولد في 12 فبراير 1977.